# Briefmarken-Jahrgang 1905 der Deutschen Reichspost
Im Briefmarken-Jahrgang 1905 der Deutschen Reichspost wurden fünfzehn Dauermarken herausgegeben. Die vierzehn Dauermarken von 1902 der Serien Germania mit zehn Marken und vier der Marken Repräsentative Darstellungen des Deutschen Kaiserreichs wurden jetzt auf Papier mit Wasserzeichen gedruckt. Neu ist ein Wert der Serie Germania zu 60 Pfennig, welcher allerdings zusammen mit dem Wert zu 3 Mark erst 1911 offiziell ausgegeben wurde. Hinzu kamen noch sechs Dienstmarken für Baden, die Gestaltung des Rahmens ist identisch mit den Germania-Marken.
Als Dauermarkenserie wurden vier Werte Germania auch auf Ganzsachen als Wertstempel für Postkarten, Kartenbriefe und Rohrpostbriefumschläge benutzt.
Vor den Briefmarken mit der Inschrift Deutsches Reich gab es die Serien mit der Inschrift Reichspost, diese waren bis zum 31. Dezember 1902 gültig.
Hinweise:
Philatelisten unterscheiden sich die Dauermarkenserien Germania und Repräsentative Darstellungen des Deutschen Kaiserreichs in die Unterserien Friedensdruck ab 1905 und Kriegsdruck ab 1915 deren Druck- und Papierqualität auf Grund der Mangelwirtschaft während des Ersten Weltkrieges erkennbar schlechter ist. Gekennzeichnet werden die Marken mit angestellten römischen Ziffern I (Friedens-) und II (Kriegsdruck). Lediglich die Nr. 83 zu 2 Pfennig ist nur als sogenannter Friedensdruck 1905 herausgegeben worden. Da ansonsten der Briefmarken-Jahrgang 1915 der Deutschen Reichspost mit dem von 1905 motivlich identisch ist, gilt dieser Artikel für beide Jahrgänge.
Die Gebühren für die Postsendungen lagen zwischen dem 1. Januar 1875 und 30. Juni 1906 bei:
- Postkarten: 5 Pfennig
- Briefe im Fernverkehr: 10 Pfennig (bis 20 g) und 20 Pfennig (bis 250 g)
- Einschreiben: 20 Pfennig
- Rückschein: 20 Pfennig

Zur Einordnung der übrigen Kaufkraft zur damaligen Zeit, siehe Artikel: Goldmark.

## Liste der Ausgaben und Motive
Legende
- Bild: Eine bearbeitete Abbildung der genannten Marke. Das Verhältnis der Größe der Briefmarken zueinander ist in diesem Artikel annähernd maßstabsgerecht dargestellt. Sollten keine Marken abgebildet sein, liegt es daran, dass das Urheberrecht des Künstlers noch nicht erloschen ist.
- Beschreibung: Eine Kurzbeschreibung des Motivs und/oder des Ausgabegrundes. Bei ausgegebenen Serien oder Blocks werden die zusammengehörigen Beschreibungen mit einer Markierung versehen eingerückt.
- Wert: Der Frankaturwert der einzelnen Marke in Pfennig. Ein „+“ bedeutet, dass es sich um eine Zuschlagsmarke handelt (= Frankaturwert + Spende).
- Ausgabedatum: Das Datum des erstmaligen Verkaufs dieser Briefmarke.
- Gültig bis: Das Datum, an dem die Gültigkeit endete.
- Auflage: Soweit bekannt, wird hier die zum Verkauf angebotene Anzahl dieser Ausgabe angegeben.
- Entwurf: Soweit bekannt, wird hier angegeben, von wem der Entwurf dieser Marke stammt.
- Mi.-Nr.: Diese Briefmarke wird im Michel-Katalog unter der entsprechenden Nummer gelistet.

| Dauermarken  | |                  |                       |                   |           |                      |       |
| Bild         | Beschreibung                                                                                        | Werte in Pfennig | Ausgabe- datum (1905) | gültig bis        | Auflage   | Entwurf              | MiNr. |
|              | Dauermarkenserie: Germania                                                                          | 2                | Oktober               | 31. Oktober 1922  | unbekannt | Paul Eduard Waldraff | 83    |
|              | | 3                | Oktober               | 31. Oktober 1922  | unbekannt | Paul Eduard Waldraff | 84    |
|              | | 5                | Oktober               | 31. Oktober 1922  | unbekannt | Paul Eduard Waldraff | 85    |
|              | | 10               | Oktober               | 31. Oktober 1922  | unbekannt | Paul Eduard Waldraff | 86    |
|              | | 20               | Oktober               | 31. Oktober 1922  | unbekannt | Paul Eduard Waldraff | 87    |
|              | | 25               | Oktober               | 31. Oktober 1922  | unbekannt | Paul Eduard Waldraff | 88    |
|              | | 30               | Oktober               | 31. Oktober 1922  | unbekannt | Paul Eduard Waldraff | 89    |
|              | | 40               | Oktober               | 31. Oktober 1922  | unbekannt | Paul Eduard Waldraff | 90    |
|              | | 50               | Oktober               | 31. Oktober 1922  | unbekannt | Paul Eduard Waldraff | 91    |
|              | | 60               | 30. September 1911    | 31. Oktober 1922  | unbekannt | Paul Eduard Waldraff | 92    |
|              | | 80               | Oktober               | 31. Oktober 1922  | unbekannt | Paul Eduard Waldraff | 93    |
|              | Dauermarkenserie: Repräsentative Darstellungen des Deutschen Kaiserreichs - Reichspostamt in Berlin | 1 Mark           | Dezember              | 31. Oktober 1922  | unbekannt | C. Frenzel           | 94    |
|              | - Symbolische Darstellungen Nord und Süd Detail aus dem Gemälde Victoria von Anton von Werner       | 2 Mark           | Dezember              | 31. Oktober 1922  | unbekannt | W. Lipinsky          | 95    |
|              | - Enthüllung des Denkmals Kaiser Wilhelm I in Berlin, nach einem Gemälde von W. Pape                | 3 Mark           | 21. März 1911         | 31. Oktober 1922  | unbekannt | Reichsdruckerei      | 96    |
|              | - Reichsgründungsgedenkfeier im weißen Saal des Berliner Schlosses, nach einem Gemälde von W. Pape  | 5 Mark           | Dezember              | 31. Oktober 1922  | unbekannt | Reichsdruckerei      | 97    |
| Dienstmarken | |                  |                       |                   |           |                      |       |
| Bild         | Beschreibung                                                                                        | Werte in Pfennig | Ausgabe- datum (1905) | gültig bis        | Auflage   | Entwurf              | MiNr. |
|              | Dienstmarken für Baden - Rahmen der Germania-Marken Inschrift Frei durch Ablösung Nr. 16            | 2                | 1. Januar             | 31. Dezember 1905 | unbekannt | unbekannt            | 9     |
|              | | 3                | 1. Januar             | 31. Dezember 1905 | unbekannt | unbekannt            | 10    |
|              | | 5                | 1. Januar             | 31. Dezember 1905 | unbekannt | unbekannt            | 11    |
|              | | 10               | 1. Januar             | 31. Dezember 1905 | unbekannt | unbekannt            | 12    |
|              | | 20               | 1. Januar             | 31. Dezember 1905 | unbekannt | unbekannt            | 13    |
|              | | 25               | 1. Januar             | 31. Dezember 1905 | unbekannt | unbekannt            | 14    |

|           |                     |            |
| 1911 92 I | Detail im Vergleich | 1915 92 II |